# Without Me
"Without Me" là một bài hát của rapper người Mỹ Eminem nằm trong album phòng thu thứ tư của anh, The Eminem Show (2002). Nó được phát hành vào ngày 14 tháng 5 năm 2002 như là đĩa đơn đầu tiên trích từ album bởi Aftermath Entertainment cũng như Shady Records và Interscope Records ở nhiều thị trường khác nhau. Bài hát sau đó cũng xuất hiện trong album tổng hợp đầu tiên của nam rapper, Curtain Call: The Hits (2005). "Without Me" được đồng viết lời và sản xuất bởi Eminem, Jeff Bass và DJ Head, trong đó sử dụng đoạn nhạc mẫu từ bài hát năm 1982 của Malcolm McLaren "Buffalo Gals", được viết lời bởi McLaren, Anne Dudley và Trevor Horn. Đây là một bản comedy hip hop với nội dung chế nhạo một số cá nhân đã có nhiều lời chỉ trích đến Eminem lúc bấy giờ.
Sau khi phát hành, "Without Me" nhận được những phản ứng tích cực từ các nhà phê bình âm nhạc, trong đó họ đánh giá nó như là một bản nhạc nổi bật từ The Eminem Show. Bài hát còn gặt hái nhiều giải thưởng và đề cử tại những lễ trao giải lớn, bao gồm hai đề cử giải Grammy cho Thu âm của năm và Trình diễn solo Rap nam xuất sắc nhất tại lễ trao giải thường niên lần thứ 45, nhưng không thắng giải nào. "Without Me" cũng gặt hái những thành công vượt trội về mặt thương mại, đứng đầu các bảng xếp hạng ở nhiều thị trường lớn như Úc, Áo, Đan Mạch, Đức, Ireland, Hà Lan, New Zealand, Na Uy, Thụy Điển, Thụy Sĩ và Vương quốc Anh, và lọt vào top 10 ở tất cả những quốc gia nó xuất hiện, bao gồm vươn đến top 5 ở Bỉ, Phần Lan, Pháp, Ý và Tây Ban Nha. Tại Hoa Kỳ, bài hát đạt vị trí thứ hai trên bảng xếp hạng Billboard Hot 100, trở thành đĩa đơn có thứ hạng cao nhất của Eminem lúc bấy giờ tại đây.
Video ca nhạc cho "Without Me" được đạo diễn bởi Joseph Kahn, trong đó Eminem và Dr. Dre hóa thân thành những nhân vật truyện tranh và cố gắng giải cứu một đứa trẻ đã mua album The Eminem Show có dán nhãn Parental Advisory. Nó đã ngay lập tức nhận được nhiều lời tán dương từ giới phê bình, và được yêu cầu phát sóng liên tục trên những kênh truyền hình âm nhạc như VH1, BET và MTV. Video còn chiến thắng bốn hạng mục trên tổng số sáu đề cử tại giải Video âm nhạc của MTV năm 2002 cho Video của năm, Video xuất sắc nhất của nam ca sĩ, Video Rap xuất sắc nhất và Đạo diễn xuất sắc nhất, cũng như đạt được một giải Grammy cho Video hình thái ngắn xuất sắc nhất. Để quảng bá bài hát, Eminem đã trình diễn "Without Me" trên nhiều chương trình truyền hình và lễ trao giải lớn, bao gồm Saturday Night Live và giải Điện ảnh của MTV năm 2002, cũng như trong tất cả những chuyến lưu diễn trong sự nghiệp của anh.

## Danh sách bài hát
Đĩa CD tại châu Âu
1. "Without Me" (bản album) – 4:54
2. "The Way I Am" (Danny Lohner phối lại, hợp tác với Marilyn Manson) – 5:40
3. "Without Me" (bản acoustic) – 4:11
4. "Without Me" (không lời) – 4:48

Đĩa CD tại Anh quốc
1. "Without Me" (bản album) – 4:54
2. "The Way I Am" (Danny Lohner phối lại) – 4:56
3. "Without Me" (bản acoustic) – 4:11

## Xếp hạng
| Bảng xếp hạng (2002)                     | Vị trí cao nhất |
| ---------------------------------------- | --------------- |
| Úc (ARIA)                                | 1               |
| Áo (Ö3 Austria Top 40)                   | 1               |
| Bỉ (Ultratop 50 Flanders)                | 2               |
| Bỉ (Ultratop 50 Wallonia)                | 1               |
| Brazil (ABPD)                            | 2               |
| Canada (Canadian Singles Chart)          | 4               |
| Đan Mạch (Tracklisten)                   | 1               |
| Châu Âu (European Hot 100 Singles)       | 1               |
| Phần Lan (Suomen virallinen lista)       | 2               |
| Pháp (SNEP)                              | 3               |
| Đức (Official German Charts)             | 2               |
| Hy Lạp (IFPI Greece)                     | 6               |
| Ireland (IRMA)                           | 1               |
| Ý (FIMI)                                 | 2               |
| Hà Lan (Dutch Top 40)                    | 1               |
| Hà Lan (Single Top 100)                  | 1               |
| New Zealand (Recorded Music NZ)          | 1               |
| Na Uy (VG-lista)                         | 1               |
| Scotland (OCC)                           | 1               |
| Tây Ban Nha (PROMUSICAE)                 | 2               |
| Thụy Điển (Sverigetopplistan)            | 1               |
| Thụy Sĩ (Schweizer Hitparade)            | 1               |
| Anh Quốc (OCC)                           | 1               |
| Hoa Kỳ Billboard Hot 100                 | 2               |
| Hoa Kỳ Alternative Songs (Billboard)     | 15              |
| Hoa Kỳ Hot R&B/Hip-Hop Songs (Billboard) | 13              |
| Hoa Kỳ Hot Rap Songs (Billboard)         | 5               |
| Hoa Kỳ Pop Airplay (Billboard)           | 1               |
| Hoa Kỳ Rhythmic (Billboard)              | 1               |

| Bảng xếp hạng (2002)                 | Vị trí |
| ------------------------------------ | ------ |
| Australia (ARIA)                     | 1      |
| Austria (Ö3 Austria Top 75)          | 3      |
| Belgium (Ultratop 50 Flanders)       | 7      |
| Belgium (Ultratop 40 Wallonia)       | 8      |
| Denmark (Tracklisten)                | 4      |
| Europe (European Hot 100 Singles)    | 3      |
| Finland (Suomen virallinen lista)    | 3      |
| France (SNEP)                        | 15     |
| Germany (Official German Charts)     | 4      |
| Ireland (IRMA)                       | 7      |
| Italy (FIMI)                         | 9      |
| Japan (Tokyo Hot 100)                | 25     |
| Netherlands (Dutch Top 40)           | 18     |
| Netherlands (Single Top 100)         | 10     |
| New Zealand (Recorded Music NZ)      | 4      |
| Norway Summer Period (VG-lista)      | 2      |
| Sweden (Sverigetopplistan)           | 6      |
| Switzerland (Schweizer Hitparade)    | 3      |
| UK Singles (Official Charts Company) | 10     |
| US Billboard Hot 100                 | 21     |
| US Hot R&B/Hip-Hop Songs (Billboard) | 79     |

| Bảng xếp hạng (2000-09)              | Vị trí |
| ------------------------------------ | ------ |
| Australia (ARIA)                     | 16     |
| Austria (Ö3 Austria Top 40)          | 25     |
| France (SNEP)                        | 55     |
| Germany (Official German Charts)     | 10     |
| Netherlands (Single Top 100)         | 69     |
| UK Singles (Official Charts Company) | 70     |

## Chứng nhận
| Quốc gia                                                                           | Chứng nhận  | Số đơn vị/doanh số chứng nhận |
| ---------------------------------------------------------------------------------- | ----------- | ----------------------------- |
| Úc (ARIA)                                                                          | 3× Bạch kim | 210.000^                      |
| Áo (IFPI Áo)                                                                       | Bạch kim    | 30,000*                       |
| Bỉ (BEA)                                                                           | Bạch kim    | 30,000*                       |
| Đan Mạch (IFPI Đan Mạch)                                                           | Vàng        | 30,000‡                       |
| Pháp (SNEP)                                                                        | Vàng        | 250.000*                      |
| Đức (BVMI)                                                                         | Bạch kim    | 500,000^                      |
| Ý (FIMI)                                                                           | Bạch kim    | 50.000*                       |
| New Zealand (RMNZ)                                                                 | 4× Bạch kim | 40.000*                       |
| Na Uy (IFPI)                                                                       | 2× Bạch kim | 0*                            |
| Thụy Điển (GLF)                                                                    | Bạch kim    | 40,000^                       |
| Thụy Sĩ (IFPI)                                                                     | Bạch kim    | 30,000^                       |
| Anh Quốc (BPI)                                                                     | Bạch kim    | 600.000^                      |
| Hoa Kỳ (RIAA)                                                                      | 4× Bạch kim | 4.000.000‡                    |
| * Chứng nhận dựa theo doanh số tiêu thụ. ^ Chứng nhận dựa theo doanh số nhập hàng. |             |                               |